# More Songs About Buildings and Food
More Songs About Buildings and Food je druhé studiové album americké skupiny Talking Heads. Jeho nahrávání probíhalo v březnu a dubnu 1978 ve studiu Compass Point Studios v Nassau na Bahamách a vyšlo v červenci téhož roku u vydavatelství Sire Records. Jde o první ze tří alb této skupiny, které produkoval Brian Eno.

## Seznam skladeb
| Pořadí         | Název                               | Autor                   | Délka |
| -------------- | ----------------------------------- | ----------------------- | ----- |
| 1.             | Thank You for Sending Me an Angel   | David Byrne             | 2:11  |
| 2.             | With Our Love                       | Byrne                   | 3:30  |
| 3.             | The Good Thing                      | Byrne                   | 3:03  |
| 4.             | Warning Sign                        | Byrne, Chris Frantz     | 3:55  |
| 5.             | The Girls Want to Be With the Girls | Byrne                   | 2:37  |
| 6.             | Found a Job                         | Byrne                   | 5:00  |
| 7.             | Artists Only                        | Byrne, Wayne Zieve      | 3:34  |
| 8.             | I'm Not in Love                     | Byrne                   | 4:33  |
| 9.             | Stay Hungry                         | Byrne, Frantz           | 2:39  |
| 10.            | Take Me to the River                | Al Green, Teenie Hodges | 5:00  |
| 11.            | The Big Country                     | Byrne                   | 5:30  |
| Celková délka: | Celková délka:                      | Celková délka:          | 41:32 |

## Obsazení
Talking Heads
- David Byrne – zpěv, kytara, perkuse
- Chris Frantz – bicí, perkuse
- Jerry Harrison – klavír, varhany, syntezátory, kytara, doprovodný zpěv
- Tina Weymouth – basová kytara, doprovodný zpěv

Ostatní hudebníci
- Brian Eno – syntezátory, klavír, kytara, perkuse, doprovodný zpěv
- Tina & the Typing Pool – doprovodný zpěv v „The Good Thing“